# Sowjetisches Ehrenmal (Tiergarten)

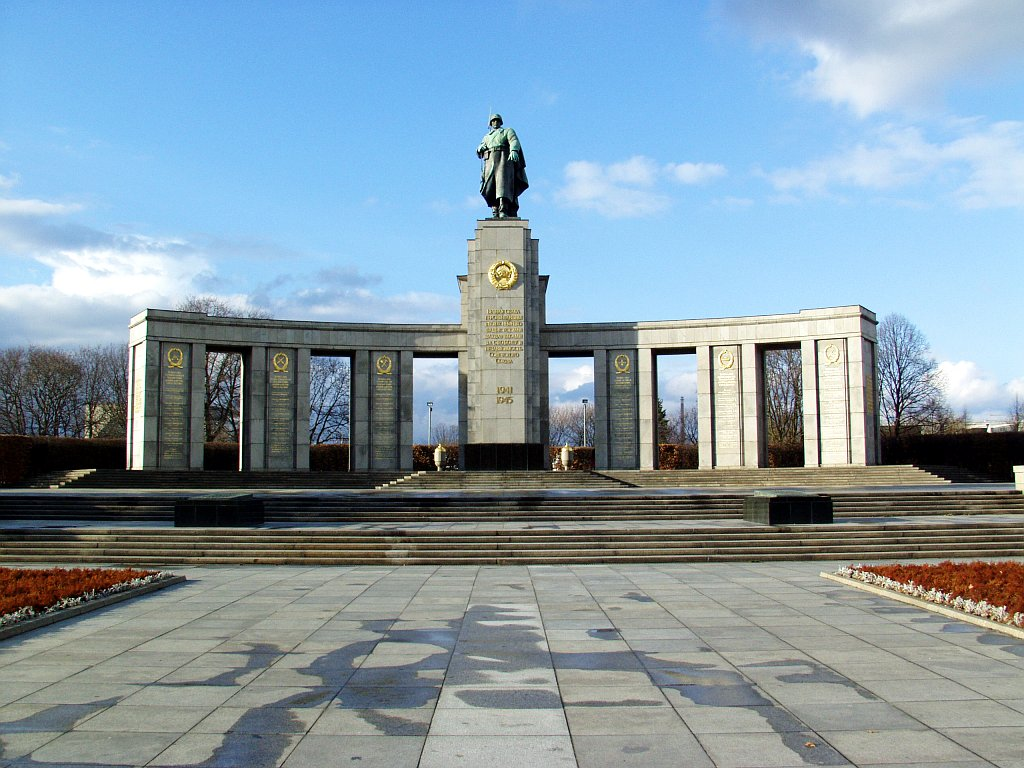
Het Sowjetisches Ehrenmal

Het Sowjetisches Ehrenmal Tiergarten staat in de Großer Tiergarten in het Berlijnse district Mitte in het stadsdeel Tiergarten aan de Straße des 17. Juni. Het monument werd in 1945 gebouwd om de in de Tweede Wereldoorlog omgekomen soldaten van het Rode Leger te gedenken.

## Sowjetische Ehrenmale in Berlijn
Aan het einde van de Tweede Wereldoorlog werden er door het Rode Leger in Berlijn drie sowjetische Ehrenmale gesticht. Deze monumenten moeten aan de omgekomen soldaten van het Rode Leger herinneren, in het bijzonder aan de ongeveer 80.000 soldaten die bij de verovering van Berlijn zijn omgekomen. De monumenten zijn er niet alleen om de overwinning te gedenken maar zijn tegelijk ook kerkhoven voor de soldaten. De andere monumenten die aan de gevallen soldaten herinneren zijn het Sowjetisches Ehrenmal in Treptower Park en de Russische militaire begraafplaats in Schönholzer Heide. Tot 22 december 1990 waren erewachten van het Sovjetleger gestationeerd bij het monument. Het systeem werd vervolgens overgedragen aan de stad Berlijn.

## Ornamenten
Het monument wordt geflankeerd door twee T-34-tanks die hebben meegevochten in de Slag om Berlijn in 1945. Ook staan er twee M1937-houwitsers opgesteld aan weerszijden van de Ehrenmal.
In 2014 gingen stemmen op om de tanks te verwijderen (in verband met de annexatie van de Krim en Russische interventie in Oost-Oekraïne), maar dit is niet doorgegaan.